# براندون جون ليبشي
براندون جون ليبشي مواليد 1969 (بالإنجليزية: Brendan John Lepschi)‏ هو عالم نبات أسترالي.